# Wales beim Junior Eurovision Song Contest
Teilnehmende Rundfunkanstalt

Erste Teilnahme
2018
Bisher letzte Teilnahme
2019
Anzahl der Teilnahmen
2 (Stand 2019)
Höchste Platzierung
18 (2019)
Höchste Punktzahl
35 (2019)
Niedrigste Punktzahl
29 (2018)
Punkteschnitt (seit erstem Beitrag)
32,00 (Stand 2019)
Punkteschnitt pro abstimmendem Land im 12-Punkte-System
0,24 (Stand 2019)
Dieser Artikel befasst sich mit der Geschichte von Wales als Teilnehmer am Junior Eurovision Song Contest.

## Vorentscheide
Es wurde eine TV-Show namens Chwilio am Seren (dt. Suche nach einem Star) angekündigt, um den ersten walisischen Teilnehmer zu ermitteln. Das Finale fand am 9. Oktober 2018 statt. Mit diesem Vorentscheid wurde auch die Interpretin für 2019 ermittelt.

## Teilnahme am Wettbewerb
Der Sender S4C gab am 9. Juni 2018 bekannt, dass Wales erstmals am JESC teilnehmen wird. Es ist die zweite Teilnahme an einem Eurovision-Event nach dem Eurovision Choir of the Year 2017 für Wales unabhängig vom Rest des Vereinigten Königreichs, das zwischen 2003 und 2005 drei Mal am Wettbewerb teilnahm (damals unter dem TV-Sender ITV).
Wales belegte den letzten Platz und ist somit neben Albanien und Deutschland (und im Prinzip auch Polen) das einzige Land, das bei seinem Debüt letzter wurde. Das Land bestätigte, dass man sich für 2020 aufgrund der derzeitigen Umstände in Bezug auf die Pandemie vom Wettbewerb zurückziehen werde.

## Liste der Beiträge
| Jahr      | Interpret                | Titel (Musik / Text)                                                  | Sprache                  | Übersetzung              | Platz Teilnehmer (gesamt) | Punkte                   |
| --------- | ------------------------ | --------------------------------------------------------------------- | ------------------------ | ------------------------ | ------------------------- | ------------------------ |
| 2018      | Manw                     | Perta (Ifan Siôn Davies, Ywain Gwynedd, Richard James Hooson Roberts) | Walisisch                | Wunderschön              | 20 / 20                   | 29                       |
| 2019      | Erin Mai                 | Calon yn curo (Johnathan Gregory, Ed Holden, Sylvia Strand)           | Walisisch                | Herzschlag               | 18 / 19                   | 35                       |
| 2020–2021 | Auf Teilnahme verzichtet | Auf Teilnahme verzichtet                                              | Auf Teilnahme verzichtet | Auf Teilnahme verzichtet | Auf Teilnahme verzichtet  | Auf Teilnahme verzichtet |
| 2022–2023 | Keine Teilnahme möglich  | Keine Teilnahme möglich                                               | Keine Teilnahme möglich  | Keine Teilnahme möglich  | Keine Teilnahme möglich   | Keine Teilnahme möglich  |
| 2024      | Auf Teilnahme verzichtet | Auf Teilnahme verzichtet                                              | Auf Teilnahme verzichtet | Auf Teilnahme verzichtet | Auf Teilnahme verzichtet  | Auf Teilnahme verzichtet |